# Bembidion spectabile
Bembidion spectabile är en skalbaggsart som beskrevs av Mannerheim. Bembidion spectabile ingår i släktet Bembidion och familjen jordlöpare. Inga underarter finns listade i Catalogue of Life.